# Кевин Вилијамсон
Кевин Мид Вилијамсон (енгл. Kevin Meade Williamson; Њу Берн, Северна Каролина, 14. март 1965) амерички је сценариста и продуцент најпознатији по свом раду на хорор филмовима као што су Врисак (1996), Знам шта сте радили прошлог лета (1997) и Факултет страха (1998), који су оживели слешер поджанр у другој половини 1990-их. Познат је и по сценаријима за телевизијске серије, као што су Досонов свет (1998—2003) и Вампирски дневници (2009—2017).
Током каријере најчешће је сарађивао са режисером Весом Крејвеном. За филм Врисак добио је Награду Сатурн за најбољи сценарио.

## Филмографија
| Година | Филм                                   | Сценарио | Продуцент | Редитељ                         |
| ------ | -------------------------------------- | -------- | --------- | ------------------------------- |
| 1996.  | Врисак                                 | Да       | Не        | Вес Крејвен                     |
| 1997.  | Знам шта сте радили прошлог лета       | Да       | Не        | Џим Гилеспи                     |
| 1997.  | Врисак 2                               | Да       | Извршни   | Вес Крејвен                     |
| 1998.  | Ноћ вештица 7: Двадесет година касније | Не       | Извршни   | Стив Мајнер                     |
| 1998.  | Факултет страха                        | Да       | Не        | Роберт Родригез                 |
| 1999.  | Подучавајући гђу Тингл                 | Да       | Не        | Да                              |
| 2000.  | Врисак 3                               | Не       | Да        | Вес Крејвен                     |
| 2005.  | Уклета                                 | Да       | Да        | Вес Крејвен                     |
| 2005.  | Веном                                  | Не       | Да        | Џим Гилеспи                     |
| 2011.  | Врисак 4                               | Да       | Да        | Вес Крејвен                     |
| 2022.  | Врисак 5                               | Не       | Извршни   | Мет Бетинели-Олпин Тајлер Џилет |
| 2023.  | Врисак 6                               | Не       | Извршни   | Мет Бетинели-Олпин Тајлер Џилет |
| 2026.  | Врисак 7                               | Не       | Не        | Да                              |

## Телевизијске серије
- Досонов свет (1998—2003)
- Тајне Палм Спрингса (2007)
- Вампирски дневници (2009—2017)
- Тајни круг (2011—2012)
- Предстојећи (2013—2015)
- Врисак (2015—2019)
- Испричај ми причу (2018—2020)